# Melissa Alfaro
Melissa Alfaro Méndez (Pucallpa, 27 de julio de 1968 - Lima, 10 de octubre de 1991) fue una periodista peruana que trabajó en el semanario Cambio. Murió a causa de un atentado con dinamita dirigido al director del semanario, Carlos Arroyo. La autoría del atentado se encuentra en investigación.

## Biografía
Hija de Fernando Alfaro, diputado regional por Ucayali. Inició sus estudios de periodismo en 1989 en la Escuela Jaime Bausate y Meza del distrito de Jesús María. Ese mismo año empezó a trabajar en el semanario Cambio, una publicación con línea editorial de izquierdas y que fue crítico con el gobierno de Alan García (1985-1990) y el de Alberto Fujimori, por lo que fue blanco de ataques por grupos paramilitares durante el gobierno aprista, y fue investigado por la policía peruana por apología del terrorismo.
En la mañana del 10 de octubre de 1991, Alfaro se dirigió a las oficinas de Cambio, donde era Jefa de Informaciones, y tras una reunión con el equipo de redacción se dirigió al Palacio Legislativo para continuar con una investigación sobre enriquecimiento ilícito por parte del expresidente peruano Alan García. Tras culminar su tarea, regresó a la sede de Cambio, ubicada en el número 2367 de la avenida Petit Thouars. Minutos antes una persona no identificada de rasgos "mestizo[s], alto y cabello lacio oscuro" dejó un paquete envuelto en un periódico francés, que Alfaro llevó a la sala de redacción para leerlo. Al abrirlo explotó una carga de dinamita que acabó con su vida. El paquete estaba dirigido a Carlos Arroyo, jefe de Alfaro. Se sospecha que el atentado fue parte de una serie de ataques contra políticos y activistas críticos con el gobierno y con su política para enfrentar el conflicto armado interno.